# Julieta Ayelén Martínez
Julieta Ayelén Martínez (Lanús, Buenos Aires, Argentina; 3 de octubre de 2007) es una futbolista argentina. Juega de mediocampista en Boca Juniors de la Primera División A de Argentina.

## Trayectoria

### Inicios
Nació en la ciudad de Lanús, pero se crio en la Remedios de Escalada (Lanús Este). Comenzó a jugar al fútbol desde niña y luego en un club al insistir a su madre, empezó en la modalidad de Baby Fútbol en el Club Social y Deportivo Belgrano de Remedios de Escalada.

### Lanús
A sus 10 años de edad, ingresó en Lanús. En 2021 integra la reserva del Granate, dejando a Belgrano de Remedios de Escalada en el que jugaba en simultáneo. Ese mismo año, al cumplir 14 años de edad (mínima para poder disputar en primera) fue suplente en dos encuentros.
Fue la futbolista más joven en debutar en primera y también la más joven en anotar un gol, con 14 años, cinco meses y 17 días, el 20 de marzo en la temporada 2022 por la fecha 4 ante el club Comunicaciones siendo destacado por varios medios de comunicación.

### Boca Juniors
El 12 de enero de 2024, firma contrato con el club Boca Juniors.

## Selección nacional

### Categorías inferiores
Selección Argentina Sub-15
En 2019 fue convocada a la Selección Sub-15.
Selección Argentina Sub-17
A partir de finales de 2021 comenzó a ser citada para la Selección Sub-17. Con esta categoría, en 2022, fue parte de la lista para disputar el Campeonato Sudamericano.
Selección Argentina Sub-20
Fue llamada a entrenar con la Selección Sub-20 en septiembre de 2022.
En el 2024 forma parte del equipo que disputaria el Sudamericano Sub-20 y lograría clasificar a la Copa Mundial Femenina de Fútbol Sub-20 a desarrollarse ese mismo año.
El 23 de agosto de 2024 es confirmada dentro de la lista de 21 futbolistas confeccionada por el técnico Christian Meloni para representar a Argentina en el Mundial Sub-20 del mismo año.

### Participaciones en Mundiales
| Competición          | Categoría | Sede     | Resultado        | Partidos | Goles |
| -------------------- | --------- | -------- | ---------------- | -------- | ----- |
| Copa Mundial de 2024 | Sub-20    | Colombia | Octavos de final | 2        | 0     |
| Total                | –         | –        | –                | 2        | 0     |

## Clubes
| Club         | País      | Año             |
| ------------ | --------- | --------------- |
| Lanús        | Argentina | 2021 - 2023     |
| Boca Juniors | Argentina | 2024 - Presente |

## Palmarés
| Título             | Club         | País      | Año           |
| ------------------ | ------------ | --------- | ------------- |
| Primera División A | Boca Juniors | Argentina | Apertura 2024 |